# Coupe d'Europe des vainqueurs de coupe de football 1993-1994
Navigation
Coupe des coupes 1992-1993 Coupe des coupes 1994-1995
La Coupe d'Europe des vainqueurs de coupe 1993-1994 voit la victoire d'Arsenal, qui bat le club italien de Parme AC, tenant du titre, lors de la finale disputée au Parken Stadium de Copenhague.
C'est la première Coupe des coupes remportée par Arsenal et son deuxième trophée international (après la Coupe des villes de foires 1969-1970) et c'est le septième trophée remporté par un club anglais. Le club londonien avait déjà atteint la finale de l'épreuve en 1980, avec une finale perdue face à Valence. Quant à Parme, c'est la deuxième finale consécutive jouée par le club parmesan et la quatrième perdue par un club italien. C'est également la sixième fois dans l'histoire de la compétition que le tenant du titre arrive (et échoue) en finale.
Quatre joueurs terminent ex aequo en tête du classement de meilleur buteur avec cinq réalisations : le Bulgare Ivaylo Andonov du CSKA Sofia, l'attaquant écossais Eoin Jess du club d'Aberdeen, l'Allemand Ulf Kirsten du Bayer Leverkusen et l'Israélien Alon Mizrahi du Maccabi Haifa.
De nouveaux changements ont encore lieu par rapport à l'édition précédente. L'éclatement de l'ex-Yougoslavie a permis l'intégration dans le giron de l'UEFA de nouvelles fédérations telles que la Croatie. La révolution de velours en Tchécoslovaquie, qui conduit à la partition du pays le 1er janvier 1993 entraîne la participation d'un club tchèque et d'un club slovaque en Coupe des Coupes cette année. Enfin, certaines anciennes républiques soviétiques, aujourd'hui indépendantes, prennent part pour la première fois à la compétition : il s'agit de la Biélorussie, de l'Estonie, de la Lituanie et de la Lettonie. L'Albanie inscrit un club cette année après avoir dû se retirer lors de l'édition précédente.

## Tour préliminaire
| Équipe 1            | Résultat | Équipe 2             | Aller | Retour |
| ------------------- | -------- | -------------------- | ----- | ------ |
| Karpaty Lviv        | 2 - 3    | Shelbourne FC        | 1 - 0 | 1 - 3  |
| RAF Jelgava         | 1 - 3    | HB Tórshavn          | 1 - 0 | 0 - 3  |
| Sliema Wanderers FC | 1 - 6    | Degerfors IF         | 1 - 3 | 0 - 3  |
| Bangor FC           | 2 - 3    | APOEL Nicosie        | 1 - 1 | 1 - 2  |
| F91 Dudelange       | 1 - 7    | Maccabi Haïfa        | 0 - 1 | 1 - 6  |
| Valur Reykjavik     | 4 - 1    | MyPa 47 Anjalankoski | 3 - 1 | 1 - 0  |
| FC Balzers          | 3 - 1    | KS Albpetrol Patos   | 3 - 1 | 0 - 0  |
| Nikol Tallinn       | 1 - 8    | Lillestrøm SK        | 0 - 4 | 1 - 4  |
| MFK Košice          | 3 - 1    | FK Zalgiris Vilnius  | 2 - 1 | 1 - 0  |
| AC Lugano           | 6 - 2    | FK Neman Grodno      | 5 - 0 | 1 - 2  |
| NK Publikum Celje   | 0 - 1    | OB Odense            | 0 - 1 | 0 - 0  |

## Seizièmes de finale
| Équipe 1              | Résultat | Équipe 2            | Aller | Retour |
| --------------------- | -------- | ------------------- | ----- | ------ |
| FC Wacker Innsbruck   | 5 - 4    | Ferencváros TC      | 3 - 0 | 2 - 1  |
| Real Madrid           | 6 - 1    | AC Lugano           | 3 - 0 | 3 - 1  |
| APOEL Nicosie         | 0 - 3    | Paris Saint-Germain | 0 - 1 | 0 - 2  |
| Universitatea Craiova | 7 - 0    | HB Tórshavn         | 4 - 0 | 3 - 0  |
| Lillestrøm SK         | 2 - 3    | Torino FC           | 0 - 2 | 2 - 1  |
| Valur Reykjavik       | 0 - 7    | Aberdeen FC         | 0 - 3 | 0 - 4  |
| OB Odense             | 2 - 3    | Arsenal FC          | 1 - 2 | 1 - 1  |
| Standard de Liège     | 8 - 3    | Cardiff City FC     | 5 - 2 | 3 - 1  |
| Benfica Lisbonne      | 2 - 1    | GKS Katowice        | 1 - 0 | 1 - 1  |
| CSKA Sofia            | 0 - 1    | FC Balzers          | 8 - 0 | 3 - 1  |
| Panathinaïkos         | 5 - 1    | Shelbourne FC       | 3 - 0 | 2 - 1  |
| Bayer Leverkusen      | 5 - 0    | FC Boby Brno        | 2 - 0 | 3 - 0  |
| HNK Hajduk Split      | 1 - 6    | Ajax Amsterdam      | 1 - 0 | 0 - 6  |
| MFK Košice            | 2 - 3    | Beşiktaş JK         | 2 - 1 | 0 - 2  |
| FK Torpedo Moscou     | 2 - 3    | Maccabi Haïfa       | 1 - 0 | 1 - 3  |
| Degerfors IF          | 1 - 4    | Parme AC            | 1 - 2 | 0 - 2  |

## Huitièmes de finale
| Équipe 1            | Résultat      | Équipe 2              | Aller | Retour |
| ------------------- | ------------- | --------------------- | ----- | ------ |
| FC Wacker Innsbruck | 1 - 4         | Real Madrid           | 1 - 1 | 0 - 3  |
| Paris Saint-Germain | 6 - 0         | Universitatea Craiova | 4 - 0 | 2 - 0  |
| Torino FC           | 5 - 3         | Aberdeen FC           | 3 - 2 | 2 - 1  |
| Arsenal FC          | 10 - 0        | Standard de Liège     | 3 - 0 | 7 - 0  |
| Benfica Lisbonne    | 6 - 2         | CSKA Sofia            | 3 - 1 | 3 - 1  |
| Panathinaïkos       | 3 - 5         | Bayer Leverkusen      | 1 - 4 | 2 - 1  |
| Ajax Amsterdam      | 6 - 1         | Beşiktaş JK           | 2 - 1 | 4 - 0  |
| Maccabi Haïfa       | 1 - 1 1-3 tab | Parme AC              | 0 - 1 | 1 - 0  |

## Quarts de finale
| Équipe 1         | Résultat | Équipe 2            | Aller | Retour |
| ---------------- | -------- | ------------------- | ----- | ------ |
| Real Madrid      | 1 - 2    | Paris Saint-Germain | 0 - 1 | 1 - 1  |
| Torino FC        | 0 - 1    | Arsenal FC          | 0 - 0 | 0 - 1  |
| Benfica Lisbonne | 5e - 5   | Bayer Leverkusen    | 1 - 1 | 4 - 4  |
| Ajax Amsterdam   | 0 - 2    | Parme AC            | 0 - 0 | 0 - 2  |

## Demi-finales
| Équipe 1            | Résultat | Équipe 2   | Aller | Retour |
| ------------------- | -------- | ---------- | ----- | ------ |
| Paris Saint-Germain | 1 - 2    | Arsenal FC | 1 - 1 | 0 - 1  |
| Benfica Lisbonne    | 2 - 2e   | Parme AC   | 2 - 1 | 0 - 1  |

## Finale
| Équipe 1   | Résultat | Équipe 2 |
| ---------- | -------- | -------- |
| Arsenal FC | 1 - 0    | Parme AC |